# Aguri Ōnishi
Aguri Ōnishi (大西 亜玖璃 Ōnishi Aguri?, 2 de mayo de 1997) es una seiyū y cantante japonesa afiliada a Pro-Fit. Es conocida por darle voz a Love Live! Nijigasaki High School Idol Club como Ayumu Uehara, Maesetsu! como Fubuki Kitakaze y Kono Healer, Mendokusai como Carla.

## Biografía
En 2011, Ōnishi tuvo un papel protagónico en Junior High School Diaries de NHK. En 2013, Junior High School Diaries ganó un premio International Emmy Kids Award en la categoría de series.
Ōnishi fue finalista en el 13° Concurso Bishojo de Japón en 2012, lo que la llevó a formar parte de un grupo ídolo llamado X21. El grupo estaba formado por todos los demás finalistas del concurso. Comenzaron a actuar en enero de 2013. Se graduó tanto de X21 como de la agencia de producción Oscar Promotion el 16 de abril de 2017.
Comenzó a trabajar con Link Plan en julio de 2017, luego de completar el curso de capacitación de Pro-Fit. Ōnishi hizo su debut como actriz de doblaje ese mismo año como Miu Ichinose en el drama CD YomeKura. También se anunció que sería la voz de Ayumu Uehara en el grupo ídolo "Perfect Dream Project" de Love Live!, que más tarde se conocería como Nijigasaki High School Idol Club.
Desde 2019 hasta el 14 de noviembre de 2020, fue miembro de la unidad de actrices de voz Prima Porta.
El 22 de noviembre de 2020, se anunció que Ōnishi hará su debut como cantante solista bajo Nippon Columbia, con el lanzamiento de su primer sencillo, "Honjitsu wa Seiten Nari", el 3 de marzo de 2021.

## Filmografía

### Anime
2018
- Ms. Koizumi Loves Ramen Noodles: Estudiante Femenina C
- Tada Never Falls in Love: Estudiante Femenina

2019
AFTERLOST: Rena
2020
Love Live! Nijigasaki High School Idol Club: Ayumu Uehara
Maesetsu!: Fubuki Kitakaze
2022
Love Live! Nijigasaki High School Idol Club Temporada 2: Ayumu Uehara
Kono Healer, Mendokusai: Carla

### Película
2017
Saki: Satomi Kanbara

## Videojuegos
2012
- PlayStation All-Stars Battle Royale: Toro Inoue

2019
- Love Live School Idol Festival ALL STARS: Ayumu Uehara

2020
- Magia Record: Sunao Toki